# PS/55
PS/55（ぴーえすごーごー、パーソナルシステム/55、英語: Personal System/55）は、日本IBMが1987年から発売したパーソナルコンピュータのシリーズ。企業向けが中心だが、個人向けデスクトップPCのPS/55Z（ぴーえすごーごーずぃー）シリーズ、企業・個人向けノートPCのPS/55note（ぴーえすごーごーのーと）シリーズも含まれる。
IBM PS/2をベースに日本語表示機能を搭載した。前身はマルチステーション5550、後継はIBM PC Series、PS/V、ThinkPadなど。

## 呼称
正式名称は「パーソナルシステム/55」(Personal System/55)、略称は「PS/55」である。
なお当時のIBMの製品系列とネーミングは以下であった。
- ES/9000 - エンタープライズシステム（メインフレーム）
- AS/400 - アプリケーションシステム（ミッドレンジコンピュータ）
- RS/6000 - RISCシステム（UNIXサーバー）
- PS/2 - パーソナルシステム（パーソナルコンピュータ、日本では従来は5550、1987年よりPS/55）

## 概要
IBMは世界的にはIBM PCファミリー（元祖IBM PC、IBM PC XT、PC/ATなど）を発売していたが、日本では日本語表示が必要なためこれらは限定的にしか発売せず、代わりに日本独自仕様の「マルチステーション5550シリーズ」を発売していた。PS/55は5550シリーズの後継だが、ベースはPS/2であり、日本独自のディスプレイアダプタやキーボード等を搭載した。
日本IBMは従来の5550系統も「PS/55シリーズ」としてしばらく併存させたため、「PS/55シリーズ」（広義）には大別して以下2系統が含まれる。
- モデル M/Pまで - 旧5550系統（マルチステーション5550を参照）
- モデル S/T/V以降 - PS/2系統（狭義のPS/55、本記事で説明）

旧5550系統（モデル M/Pまで）のアーキテクチャは日本独自仕様のため、PS/2系統（モデル S/T/V以降）とは、ハードウェア（拡張カード、ディスプレイ、マウス、プリンターなど）も、ソフトウェア（オペレーティングシステム、アプリケーションソフトウェア）も、互換性はほとんど無い。ただ、5550のユーザーの大半はパッケージソフトウェア(DOS文書プログラム、3270 PC、5250 PC、一太郎、Multiplanなど)しか使っておらず、データの互換性があれば済んだため、移行できた。
PS/2系統は、PS/2ベースの日本語化（5550と同等の画面解像度、24ドット明朝体フォント）を専用の拡張カード（日本語ディスプレイアダプタ、D/A）で実現したために、従来の5550とは互換性が無い反面、PS/2とハードウェアおよびソフトウェアの互換性があった。1987年5月発表のタワー型モデルの5571-Sを最初に、上位モデルより順次投入され、旧5550系統と併存しながら段階的に置き換えた。当初はビジネス向けのMCAモデルのみだったが、後半は個人向けのPS/55zシリーズ、PS/55noteシリーズ（後のThinkPad）、更にはATバス(ISA)モデル、ソフトウェアのみによる日本語表示(DOS/V)なども登場した。一部のモデルはリコーに「Iシリーズ」としてOEM調達された。
なお、日本IBMは1985年11月に「5160パーソナルコンピューター」(PC/XT)と「5170パーソナルコンピューター」(PC/AT)、1986年7月に「IBM PCコンバーティブル」、1987年4月に「パーソナルシステム/2」(PS/2)も発売したが、法人向け販売のみで、海外のような個人向けを含めた一般販売は行われなかった。

## 特徴
日本市場向けに以下の特徴が与えられた。

### ディスプレイ・アダプター

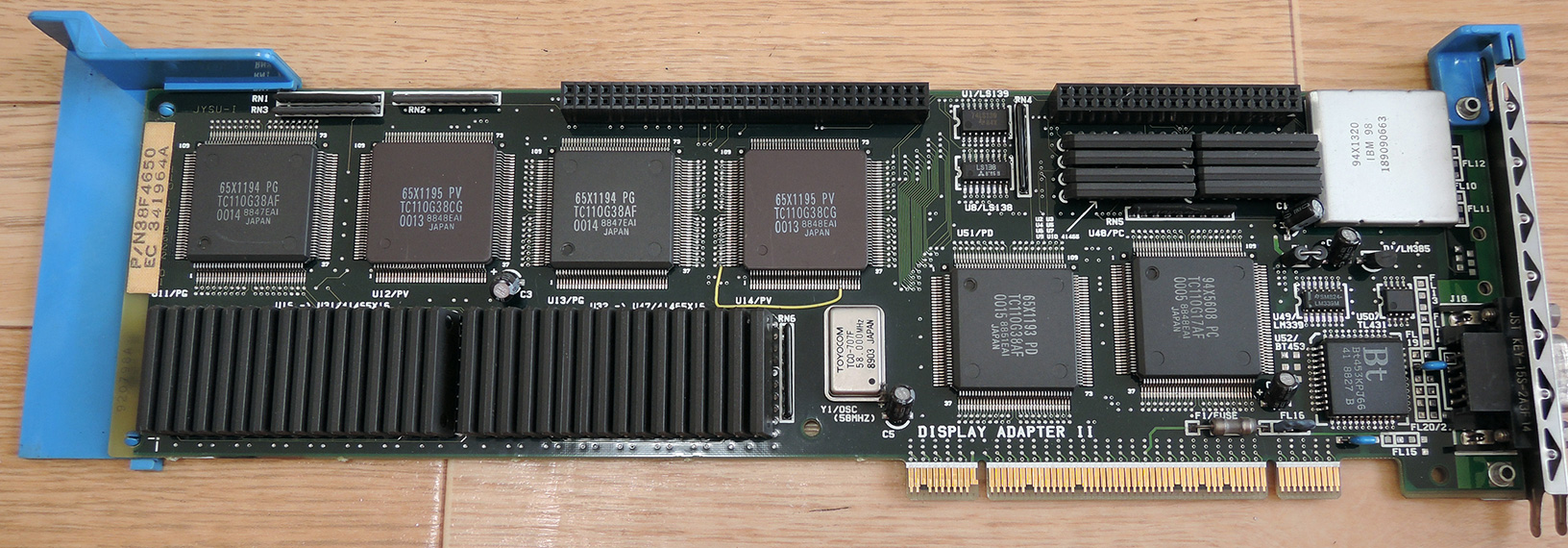
ディスプレイ・アダプター II

旧5550から引き続き、テキスト画面は1040x725ドット（24ドット明朝体フォント、全角文字40桁25行）8色表示で、アダプター上のメモリーに文字コードを書き込むことにより、アダプターが漢字ROMからフォントデータを読み込んでディスプレイ端子に映像を出力する。グラフィック画面は1024x768ドット16色。これは後のXGAと同じ解像度だがソフトウェアの互換性は無い。これらの機能を担うハードウェアは「ディスプレイ・アダプター」（表示装置アダプターとも言う）としてMCAカードに集約され、システム装置に標準で搭載された。
最初に発売されたモデル5570-Sのディスプレイ・アダプターはPS/2のVGAと互換性がなかったため、モデル5550-Sからこの点を改良した「ディスプレイ・アダプターII」が搭載された。これは電源投入時点ではマザーボード上のVGAが有効になり、その映像信号がディスプレイ・アダプターからスルー出力される。JDOSの英語モードや後のDOS/VではそのままVGAを使用し、日本語モードではVGAを無効にしてディスプレイ・アダプターに切り替わる。また、新たに1024x768ドット262,144色中256色表示をサポートした。
PS/55のディスプレイは英語モードでVGA(640x480解像度など)を表示できるが、モデルによっては電源の信号を本体より受ける形になっており、市販のPC/AT互換機にはそのままでは使用できない。

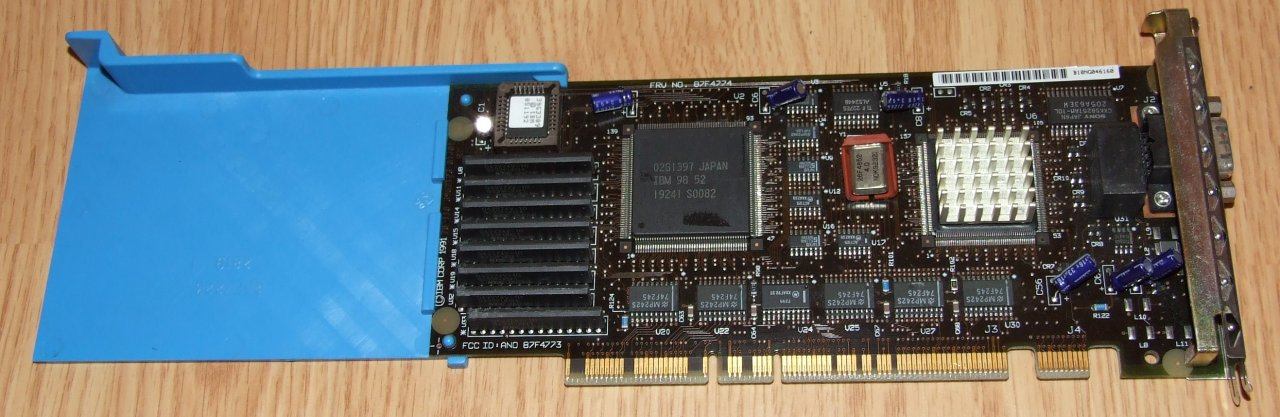
XGA-2表示アダプター/A

シリーズ後期にはPS/2と同様のXGA、XGA-2搭載モデルも登場した。

### JIS配列キーボード

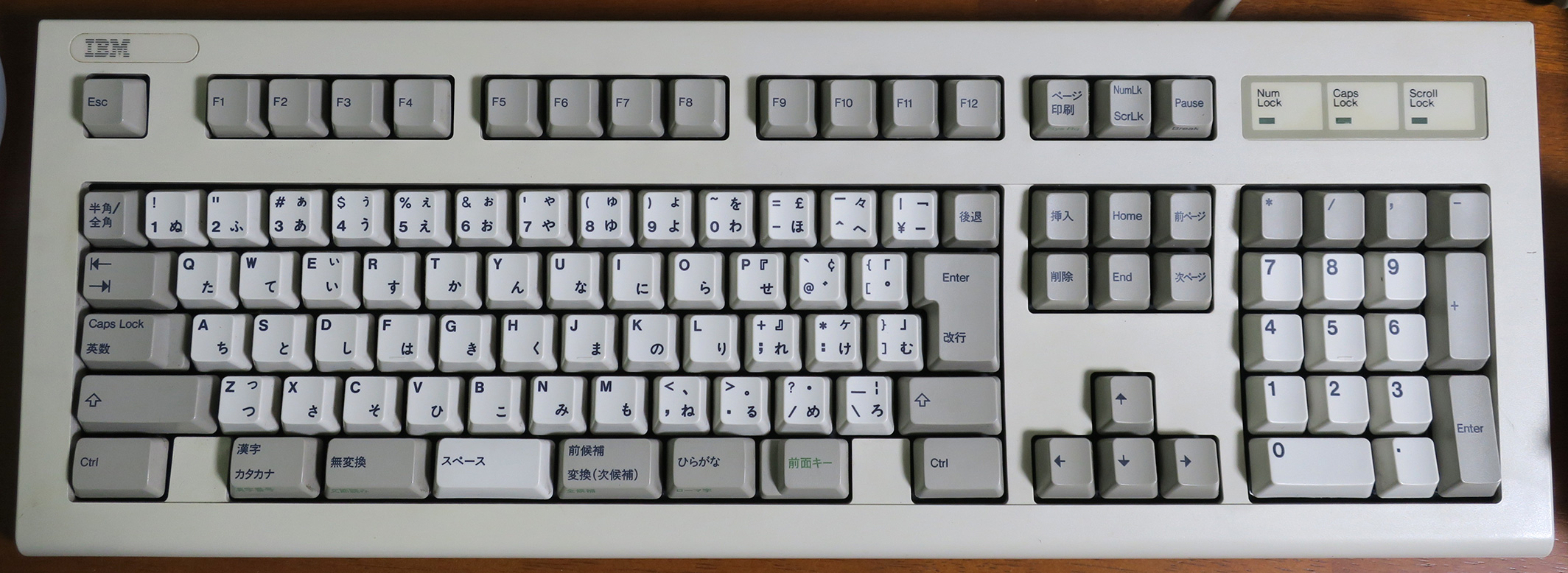
5576-002型鍵盤

以下を代表とするJISキーボードが別売で用意され、本体と自由に組み合わせることができた。
- 5576-001 - 5550の1型鍵盤と同じ配列。PC/XT相当のスキャンコード セット1は未実装。
- 5576-002 - PC/AT後期およびPS/2の101拡張キーボードをベースに日本語化。漢字キーは Shift+左Alt。
- 5576-003 - 5576-002からテンキーを省略した省スペースキーボード。
- 5576-A01- 5576-002をベースに、更に101拡張キーボードとの操作性を共通化した。漢字キーは Alt+半角/全角。OADG標準キーボードとして発表された[6]。

### MCAバス搭載モデルに注力
PS/2では最初の発表時点でPC/ATを引き継いだATバス搭載モデルがラインナップされたが、PS/55では下位機種は5550のハードウェアを引き継ぎ、上位機種はしばらくMCAバス搭載モデルのみがラインナップされた。後にATバスモデルも追加。

### 日本語OS
以下の日本語対応OSが用意された。
- IBM 日本語DOS K3.x （通称 漢字DOS、KDOS。日本語モードのみ。PS/2互換の英語モードは別製品のPC DOSが必要。）
- IBM DOS J4.0、J5.0 （通称 JDOS。英語モードも含んでおり、OS再起動せずにコマンドで切替可能。）
- IBM DOS J4.0/V、J5.0/V、PC DOS J6.1/V、J6.3/V、J7.0/V （通称 DOS/V。後半より追加サポートされた。英語モードも含んでおり、OS再起動せずにコマンドで切替可能。）
- IBM オペレーティング・システム/2（OS/2）日本語版

なお、ベースとなったPS/2やMCAアーキテクチャ の詳細は、IBM PS/2を参照

## モデル

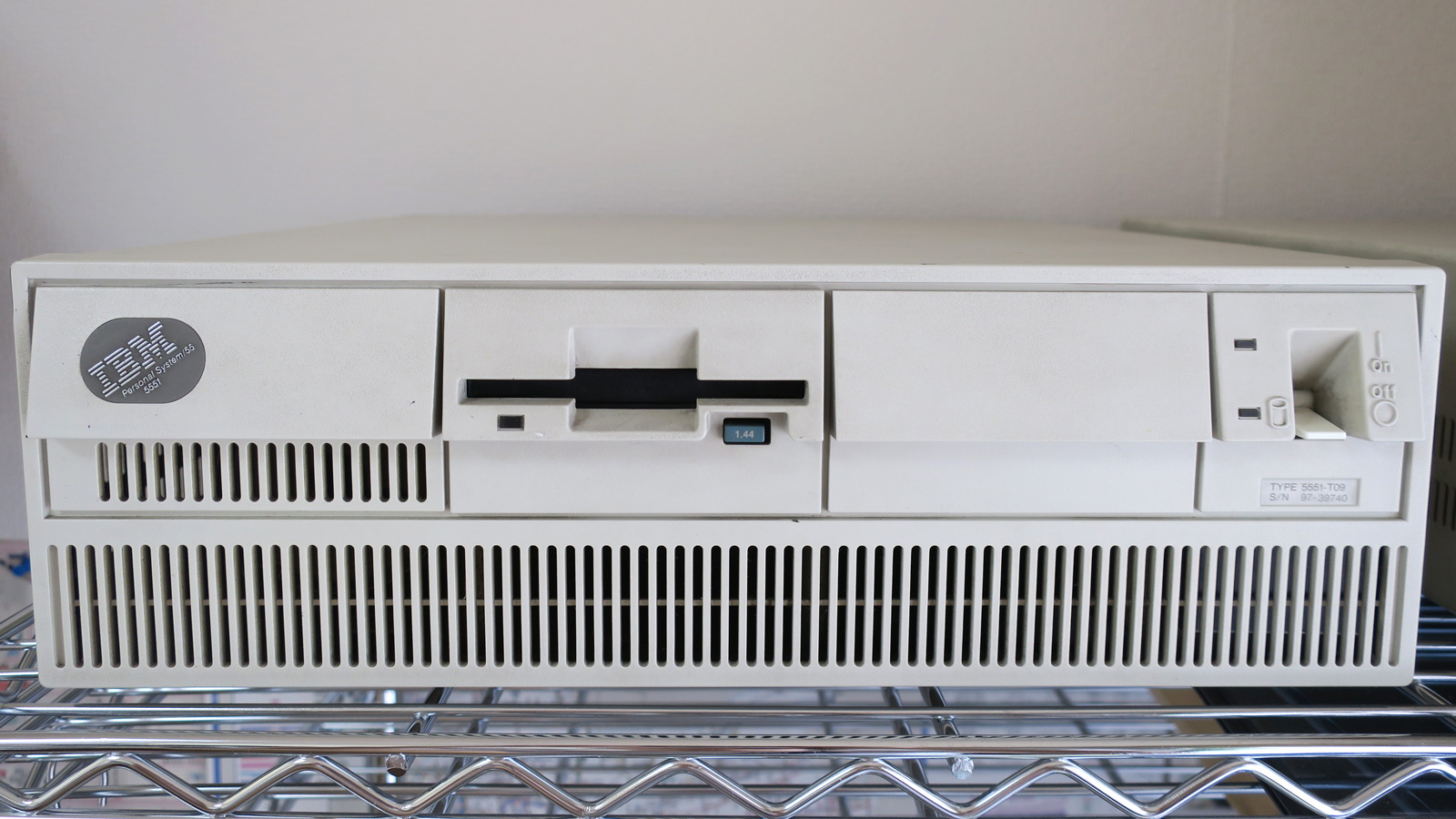
PS/55 モデル5550-T

主に形状に合わせてタワーの5570、デスクトップの5550等の名称が付けられ、主にCPU性能に応じてS、T、V等が付けられた。
- タワー型（後の IBM PC Server 9x の前身）
  - 5570-S/T/V （前半のタワー。PS/55初代機にあたる5570-Sのみ、PS/2との互換性が完全ではなかったため標準では英語版のDOSやOS/2をサポートしていない[7]。）
  - 5580-Y/W （後半のタワー）
- ビジネス・デスクトップ（後の IBM PC 300、IBM PC 700シリーズの前身）
  - 5560-W/N （上位デスクトップ）
  - 5550-S/T/V/W/N/Y/L/R （主力デスクトップ）
  - 5540-T （下位デスクトップ）
- スモールビジネス、個人用
  - 5530-Z/S/T/U/W （ディスプレイ一体版。後の PS/V Visionの前身）
    - 5530-Z （教育市場向けとして新学社より販売され、一般販売はされなかった。80286と16ビットMCA、日本語ディスプレイアダプタを搭載した。他社の教育市場向けパーソナルコンピュータと比較し「高解像度(1024x768)のため日本語が正しく表示できる」事をうたった。後に5530-S（通称「PS/55Z」）が登場すると「PS/55Z 286」「5530-Z 286」などとも呼ばれた。）
    - 5530-S （通称PS/55Z。IBMが日本の個人向け市場で失敗に終わったIBM JX以来、最初の個人向け市場再参入モデル。80386SXと16ビットMCA、日本語ディスプレイアダプターを搭載した。5510-Zと区別するため「PS/55Z SX」「5530-ZSX」などとも呼ばれた。後にDOS/Vもサポートした。）

  - 5510-Z/S/T （ATバス搭載。日本語ディスプレイアダプターが無くDOS/VおよびOS/2専用。後のPS/Vの前身。）
- ラップトップ
  - 5545-T （プラズマディスプレイ搭載）
  - 5535-S （DOS/Vは当モデルの専用OSとして登場した）
- A4ノート
  - PS/55note （後のThinkPadの前身。ATバスモデルおよびMCAモデル）

| 発表    | シリーズ  | 名称        | 型番          | CPU                      | バス     | 主なビデオ(*1) | 筐体形状               | 主なOS                     | 備考                                                                             |
| ------- | --------- | ----------- | ------------- | ------------------------ | -------- | -------------- | ---------------------- | -------------------------- | -------------------------------------------------------------------------------- |
| 1987/05 | PS/55     | 5570-S      | 5571-Sxx      | Intel 386DX-16           | MCA      | D/A            | タワー                 | JDOS, Windows, OS/2        | 初のPS/55、従来の5550モデルもPS/55として継続販売                                 |
| 1988/04 | PS/55     | 5570-T      | 5571-Txx      | Intel 386DX-20           | MCA      | D/A            | タワー                 | JDOS, Windows, OS/2        | [10]                                                                             |
| 1988/04 | PS/55     | 5550-S/T    | 5551-Sxx, Txx | Intel 386DX-16/20        | MCA      | D/A            | デスクトップ           | JDOS, Windows, OS/2        | 初のPS/55デスクトップ                                                            |
| 1988/11 | (PS/55Z)  | 5530Z(286)  | 5530-Zxx      | Intel 80286-12           | MCA      | D/A            | 一体型デスクトップ     | JDOS                       | 教育市場向けに新学社より販売、後にPS/55Zと呼称                                   |
| 1989/05 | PS/55     | 5570-V      | 5571-V0x      | Intel 386DX-25           | MCA      | D/A            | タワー                 | JDOS, Windows, OS/2        |                                                                                  |
| 1989/05 | PS/55     | 5550-V      | 5551-V0x      | Intel 386DX-25           | MCA      | D/A            | デスクトップ           | JDOS, Windows, OS/2        |                                                                                  |
| 1989/11 | PS/55     | 5530-T      | 5530-Txx      | Intel 386DX-20           | MCA      | D/A            | 一体型デスクトップ     | JDOS, Windows, OS/2        |                                                                                  |
| 1989/11 | PS/55Z    | 5530(ZSX)   | 5530-Sxx      | Intel 386SX-16           | MCA      | D/A            | 一体型デスクトップ     | JDOS, Windows              | PS/55Z登場、日本IBM初の個人向けMCAモデル                                         |
| 1990/05 | PS/55     | 5570-V      | 5571-V1x      | Intel 386DX-25           | MCA      | D/A            | タワー                 | JDOS, Windows, OS/2        |                                                                                  |
| 1990/05 | PS/55     | 5550-V      | 5550-V1x      | Intel 386DX-25           | MCA      | D/A            | デスクトップ           | JDOS, Windows, OS/2        |                                                                                  |
| 1990/05 | PS/55     | 5545-T      | 5545-Txx      | Intel 386SX-20           | MCA      | D/A            | ポータブル             | JDOS, Windows, OS/2        | モノクロプラズマディスプレイの携帯PC                                             |
| 1990/10 | PS/55     | 5580-Y      | 5580-Yxx      | Intel 486DX-33           | MCA      | D/A            | タワー                 | JDOS, Windows, OS/2        |                                                                                  |
| 1990/10 | PS/55     | 5560-W      | 5561-W0x      | Intel 486DX-25           | MCA      | D/A            | デスクトップ           | JDOS, Windows, OS/2        |                                                                                  |
| 1990/10 | PS/55     | 5540-T      | 5540-Txx      | Intel 386DX-20           | MCA      | D/A            | ポータブル             | JDOS, Windows, OS/2        |                                                                                  |
| 1990/10 | PS/55     | 5535-S      | 5535-Sxx      | Intel 386DX-16           | AT       | D/A            | ラップトップ           | DOS/V                      | 企業向けラップトップ、DOS/V登場モデル                                            |
| 1990/10 | PS/55     | 5530-T      | 5530-Txx      | Intel 386DX-20           | MCA      | D/A            | 一体型デスクトップ     | JDOS, Windows, OS/2        |                                                                                  |
| 1991/03 | PS/55note | 5523-S      | 5523-Sxx      | Intel 386SX-16           | AT       | VGA            | ノート                 | DOS/V, Windows             | 初のPS55/note（ThinkPadの前身）、初の一般向けDOS/Vモデル                         |
| 1991/05 | PS/55     | 5550-V      | 5551-V2x      | Intel 386DX-25           | MCA      | D/A            | デスクトップ           | JDOS, Windows, OS/2        |                                                                                  |
| 1991/05 | PS/55Z    | 5510-T      | 5510-Txx      | Intel 386SX-25           | AT       | VGA            | デスクトップ           | DOS/V, Windows, OS/2       | 日本IBM初の一般向けATデスクトップ                                                |
| 1991/05 | PS/55Z    | 5510-Z      | 5510-Zxx      | Intel 80286-12           | AT       | VGA            | デスクトップ           | DOS/V, Windows             | 日本IBM初の一般向けATデスクトップ、事実上のOADGリファレンスモデルとなる          |
| 1991/10 | PS/55     | 5580-W      | 5580-Wxx      | Intel 486DX-25           | MCA      | D/A            | デスクトップ           | JDOS, Windows, OS/2        | 初の個人向けXGA搭載モデル                                                        |
| 1991/10 | PS/55     | 5530-U      | 5530-U0x      | Intel 386SX-20           | MCA      | XGA            | デスクトップ           | DOS/V, Windows, OS/2       |                                                                                  |
| 1991/10 | PS/55note | N51sx       | 8551-Sxx      | Intel 386SX-16           | MCA      | VGA            | ノート                 | DOS/V, Windows, OS/2       | MCAノート                                                                        |
| 1991/10 | PS/55note | N23sx       | 5523-Sxx      | Intel 386SX-16           | AT       | VGA            | ノート                 | DOS/V, Windows             | ATノート                                                                         |
| 1991/10 | PS/55Z    | 5510-S      | 5510-Sxx      | Intel 386DX-16           | AT       | VGA            | デスクトップ           | DOS/V, Windows, OS/2       | 個人向け                                                                         |
| 1992/02 | PS/55     | 5550-W      | 5551-W0x      | Intel 486SX-20           | MCA      | D/A            | デスクトップ           | JDOS, Windows, OS/2        |                                                                                  |
| 1992/7  | PC Server | 95 XP 486   | 8595-Jxx      | Intel 486DX-50           | MCA      | D/A            | タワー                 | JDOS, Windows, OS/2        | タワー型はIBM PC Serverブランドに変更                                            |
| 1992/7  | PS/55     | 5530-W      | 5530-Uxx      | ?                        | MCA      | XGA            | デスクトップ           | DOS/V, Windows, OS/2       |                                                                                  |
| 1992/7  | PS/55     | 5530-U(SLC) | 5530-UAx      | IBM 386SLC-20            | MCA      | XGA            | デスクトップ           | DOS/V, Windows, OS/2       |                                                                                  |
| 1992/08 | PS/55     | 5560-N      | 5561-Nxx      | Intel 486DX2-66          | MCA      | D/A            | デスクトップ           | JDOS, Windows, OS/2        |                                                                                  |
| 1992/10 | PS/55note | C52 486SLC  | 9552-Yxx      | IBM 486SLC-25            | MCA      | VGA            | ノート                 | DOS/V, Windows, OS/2       | 海外ではThinkPad 700C[11]                                                        |
| 1992/10 | PS/55     | T22sx       | -             | Intel 386SX              | -        | VGA            | タブレット             | DOS/V                      | 日本IBM初のタブレットPC[12]                                                      |
| 1993/02 | PS/55     | 5550-N      | 5551-Nxx      | Intel 486DX2-66          | MCA      | D/A            | デスクトップ           | JDOS, Windows, OS/2        |                                                                                  |
| 1993/02 | PS/55     | 5550-Y      | 5551-Yxx      | Intel 486DX-33           | MCA      | D/A            | デスクトップ           | JDOS, Windows, OS/2        |                                                                                  |
| 1993/10 | PC Server | 95A         | 9595-xxx      | Intel 486DX2-66          | MCA      | D/A, XGA       | タワー                 | JDOS, Windows, OS/2        | D/AモデルまたはXGAモデル                                                         |
| 1993/10 | PC Server | 85          | 9585-xxx      | Intel 486DX              | MCA      | D/A, XGA       | タワー                 | JDOS, Windows, OS/2        | D/AモデルまたはXGAモデル                                                         |
| 1993/10 | PS/55     | 5550-L      | 5551-L        | IBM 486BL2-66            | MCA      | D/A            | デスクトップ           | JDOS, Windows, OS/2        |                                                                                  |
| 1993/10 | PS/55E    | 5538-W/Y/Z  | 5538-W/Y/Z    | Intel 486SX, 486DX       | AT       | SVGA           | 省スペースデスクトップ | DOS/V, Windows, OS/2       | Green PC、拡張スロットはPCMCIAのみ                                               |
| 1994/04 | PS/55     | 5550-R      | 5551-Rxx      | Intel 486DX2-66          | MCA      | D/A, XGA       | デスクトップ           | JDOS, Windows, OS/2        |                                                                                  |
| 1994/04 | PS/55     | 5521-Y      | 5521-Yxx      | Intel 486SX-33, 486DX-33 | MCA      | D/A, SVGA      | デスクトップ           | DOS/V, JDOS, Windows, OS/2 |                                                                                  |
| 1994/04 | PS/55     | 5530-L      | 5530-Lxx      | IBM 486BL2-66            | MCA      | VGA            | 一体型デスクトップ     | JDOS, Windows, OS/2        | [13]                                                                             |
| 1995/01 | PC 700    | 750         | 6886-xxx      | Intel Pentium            | MCA, PCI | SVGA           | デスクトップ           | DOS/V, Windows, OS/2       | デスクトップ型はIBM PCブランドに変更、拡張スロットはPCIおよびMCA[14]（以後省略） |
| 1995/01 | PC 700    | PC 720      | 6860-xxx      | Intel Pentium            | MCA, PCI | SVGA, D/A      | デスクトップ           | DOS/V, Windows, OS/2       | デスクトップ型はIBM PCブランドに変更、拡張スロットはPCIおよびMCA[14]（以後省略） |

### 5500産業用ワークステーション
PS/55をベースに強化コンピュータ（Rugged computer）化して、周りの温度・湿度・塵埃度・振動などの動作環境条件などが通常事務所の条件を超えて使えるように設計し直した機種が「5500産業用ワークステーション」として発表された。具体的な機種としては、
- IBM 5502-TFA
- IBM 5502-TFB

などがあり、ホスト・コンピュータへの接続はトークンリングが広く使われた。ハードウェアにこうした特徴があるだけでなく、ソフトウェアとして24時間稼働を目指した「OS/2」、アプリケーション開発にはマクロの集合のような「DAE」（Distributed Automation Edition）などが使われたのが特徴である。
IBM5500産業用ワークステーションは1980年代末から1990年代全般にかけて日本でのみ販売されて、新日本製鉄、日新製鋼、三菱重工などの装置工業・製造業の工場現場によく使われた。それまでIBM DACS、System/7、Series/1を使っていたセンサー・ベース工場アプリケーションを小型化した。IBM 5500は公益財団法人日本デザイン振興会のグッドデザイン賞を1989年にもらっている。

## 競合製品
5550同様、競合は個人用・ホビー用のPC-8800シリーズや、FM-11ではなく、以下の国産ビジネス用機種であった。
- 富士通
  - FMRシリーズ
- 日本電気
  - N5200/N5300
  - PC-9800シリーズ
- AX協議会各社のAX(IBM PC/ATベース)
- 東芝
  - J-3100 (IBM PC/XT、PC/ATベース)